# Скопие 2014
„Скопие 2014“ е проект на правителството на тогавашната Република Македония (от ВМРО-ДПМНЕ) за построяване на паметници на исторически личности, фонтани, скулптури и нови административни сгради в центъра на столицата Скопие с цел антиквизация на македонизма и националната идентичност на славяноезичните македонци.
Проектът е представен на 4 февруари 2010 г. от община Център и нейния кмет Владимир Тодорович и е предвидено да бъде завършен през 2014 г., като е оценен на стойност 80 млн. евро. По-голяма част от паметниците са предвидени да се построят на площад „Пела“ и в близост до кея на река Вардар. Строежът на църквата „Свети Константин и Елена“ към момента е отложен. Срещу проекта се обявяват граждански сдружения и политически партии.
Към септември 2011 г. са завършени следните обекти: паметниците на Гемиджиите, Климент Охридски и Наум Преславски, Св. св. Кирил и Методий, Димитър Чуповски, Никола Карев, Методи Андонов-Ченто, Цар Самуил, Юстиниан I, Основателите на ВМОРО, Паднали герои за Македония, Гоце Делчев, Даме Груев, Карпош, Бранители на Македония, Георги Пулевски, скулптурите на Лъвовия мост, статуята „Войн на кон“ на висок пиедестал с фонтани (представяща Александър III Македонски) на площад „Македония“, Музеят на македонската борба, Музеят на Холокоста, триумфалната арка „Порта Македония“ и други.
Строят се общата сграда на Конституциония съд, Археологическия музей и Държавния архив, на Държавната филхармония, Държавния театър, пешеходния мост „Око“ и други